# Санта-Магдалена-де-Пульпіс
Санта-Магдалена-де-Пульпіс, Санта-Магдалена-де-Полпіс (ісп. Santa Magdalena de Pulpis (офіційна назва), валенс. Santa Magdalena de Polpís) — муніципалітет в Іспанії, у складі автономної спільноти Валенсія, у провінції Кастельйон. Населення — 841 особа (2010).

## Географія
Муніципалітет розташований на відстані близько 340 км на схід від Мадрида, 49 км на північний схід від міста Кастельйон-де-ла-Плана.

## Демографія
Динаміка населення (INE ):

## Галерея зображень

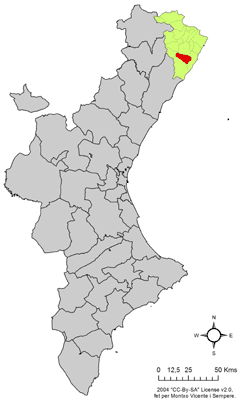
Розташування муніципалітету Санта-Магдалена-де-Пульпіс у автономній спільноті Валенсія
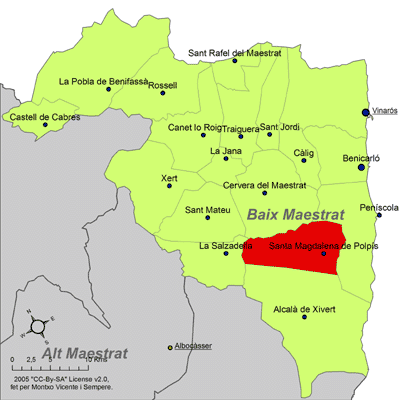
Розташування муніципалітету Санта-Магдалена-де-Пульпіс у комарці Бахо-Маестрасго